# Ennio
Ennio és una pel·lícula documental de 2021 dirigida per Giuseppe Tornatore que celebra la vida i el llegat del compositor italià Ennio Morricone (1928-2020) a través d'entrevistes a directors, guionistes, músics, compositors, crítics i col·laboradors que van treballar amb ell o el van gaudir al llarg de la seva llarga trajectòria. Ha estat doblada i subtitulada al català.
La pel·lícula es va estrenar el 10 de setembre de 2021 a la 78a Mostra Internacional de Cinema de Venècia, als cinemes italians el 27 de gener de 2022 i a les plataformes digitals el 22 d'abril de 2022.

## Argument
Giuseppe Tornatore, el director guanyador d'un Oscar, per Cinema Paradiso (1988), ret homenatge al seu amic i col·laborador Ennio Morricone, resseguint la vida i les obres del llegendari compositor, des del seu debut amb Sergio Leone fins al premi Oscar per The Hateful Eight el 2016. Entrevistes a directors i músics reconeguts, les gravacions d'algunes de les gires mundials aclamades del mestre, clips d'algunes pel·lícules icòniques musicades per Morricone i imatges exclusives de les escenes i llocs que van definir la seva vida.

## Repartiment
- Ennio Morricone
- Giuseppe Tornatore
- Carlo Verdone
- Clint Eastwood
- Quentin Tarantino
- Oliver Stone
- Hans Zimmer
- Barry Levinson
- Dario Argento
- Bernardo Bertolucci
- Quincy Jones
- Bruce Springsteen
- Lina Wertmüller
- Marco Bellocchio
- Paolo Taviani
- Vittorio Taviani
- Zucchero Fornaciari
- Roland Joffé
- John Williams
- Enzo G. Castellari
- Alessandro De Rosa
- Pat Metheny
- Mike Patton
- James Hetfield